# درخت و برگ
درخت و برگ یک کتاب اثر جی. آر. آر. تالکین است که در سال ۱۹۶۴ منتشر شده است. این کتاب توسط انتشارات آلن اند آنوین به زبان انگلیسی چاپ شده است.